# لورينزو جيمس هنري
لورينزو جيمس هنري (بالإنجليزية: Lorenzo James Henrie)‏ المعروف بـ (جيمس هنري) (ولد في 29 يونيو 1993، فينيكس، ولاية أريزونا، الولايات المتحدة الأمريكية) ممثلٌ أمريكيٌّ. في عام 2015 شارك لورينزو جيمس هنري بدور البطولة كريستوفر ماناوا في سلسلة مسلسلات الرعب اخشوا الموتى السائرين.

## نشأته ومشواره الفني
ولد لورينزو جيمس هنري في فينيكس في ولاية أريزونا لأسرة تتكون من أم تدعى ليندا هنري، وأب جيم هنري، وشقيق واحد يدعى ديفيد هنري ويعمل أيضا كممثل والذي أدى شخصية جستين روسو في المسلسل التلفزيوني ويزردز أوف ويفرلي بليس من إنتاج قناة ديزني.
في عام 2015 لعب لورينزو جيمس هنري دور «لورينزو» في فيلم الكوميدي بول بلارت: شرطي المجمع التجاري 2 أمام نيل ماكدونو، كيفن جيمس والممثلة دانييلا ألونسو واخيه الأكبر ديفيد هنري. وفي نفس العام أدى لورينزو جيمس هنري بدور البطولة كريستوفر ماناوا في سلسلة مسلسلات الرعب اخشوا الموتى السائرين التي قدمتها قناة إيه إم سي.

## فيلموغرافيا
| السنة | العمل                            | الدور           | ملاحظات      |
| ----- | -------------------------------- | --------------- | ------------ |
| 2015  | بول بلارت: شرطي المجمع التجاري 2 | لورينزو         | شخصية رئيسية |
| 2015  | اخشوا الموتى السائرين            | كريستوفر ماناوا | شخصية رئيسية |